# Đỗ Tấn Minh
Đỗ Tấn Minh là một chính trị gia người Việt Nam. Ông từng là Chủ tịch Hội đồng nhân dân tỉnh Tiền Giang khóa VII nhiệm kỳ 2004-2011, Phó Bí thư Tỉnh ủy Tiền Giang (2005-2010).

## Sự nghiệp
Tháng 5 năm 2004, ông được bầu làm Chủ tịch Hội đồng nhân dân tỉnh Tiền Giang khóa 7 nhiệm kỳ 2004-2011. Trước đó ông là trưởng Ban Dân vận tỉnh ủy, chủ tịch Ủy ban Mặt trận Tổ Quốc Việt Nam tỉnh Tiền Giang.
Ngày 22 tháng 12 năm 2005, tại Đại hội Đảng bộ tỉnh Tiền Giang, ông được bầu làm Phó Bí thư Tỉnh ủy Tiền Giang nhiệm kỳ 2006-2010, Bí thư Tỉnh ủy là bà Trần Thị Kim Cúc, nguyên Phó Bí thư Thường trực.
Chiều ngày 23 tháng 7 năm 2010, tại kỳ họp thứ 21 Hội đồng nhân dân tỉnh Tiền Giang khóa 7, ông được miễn nhiệm chức vụ Chủ tịch Hội đồng nhân dân tỉnh Tiền Giang khóa 7 nhiệm kỳ 2004-2011 và nghỉ hưu. Kế nhiệm ông là ông Nguyễn Văn Danh.
Ngày 27 tháng 3 năm 2014, ông được bầu làm Chủ tịch Hội Người cao tuổi tỉnh Tiền Giang.